# Pścinno
Pścinno [pronunciación en polaco: /ˈpɕt͡ɕinnɔ/] es un pueblo ubicado en el distrito administrativo de Gmina Bytoń, dentro del condado de Radziejów, Voivodato de Cuyavia y Pomerania, en el centro-norte de Polonia. Se encuentra a unos 3 kilómetros al noreste de Bytoń, a 10 kilómetros al sureste de Radziejów, y a 50 kilómetros al sur de Toruń.
El pueblo tiene una población de 135 habitantes.